# Sant Martí de la Riba (Sant Feliu d'Avall)

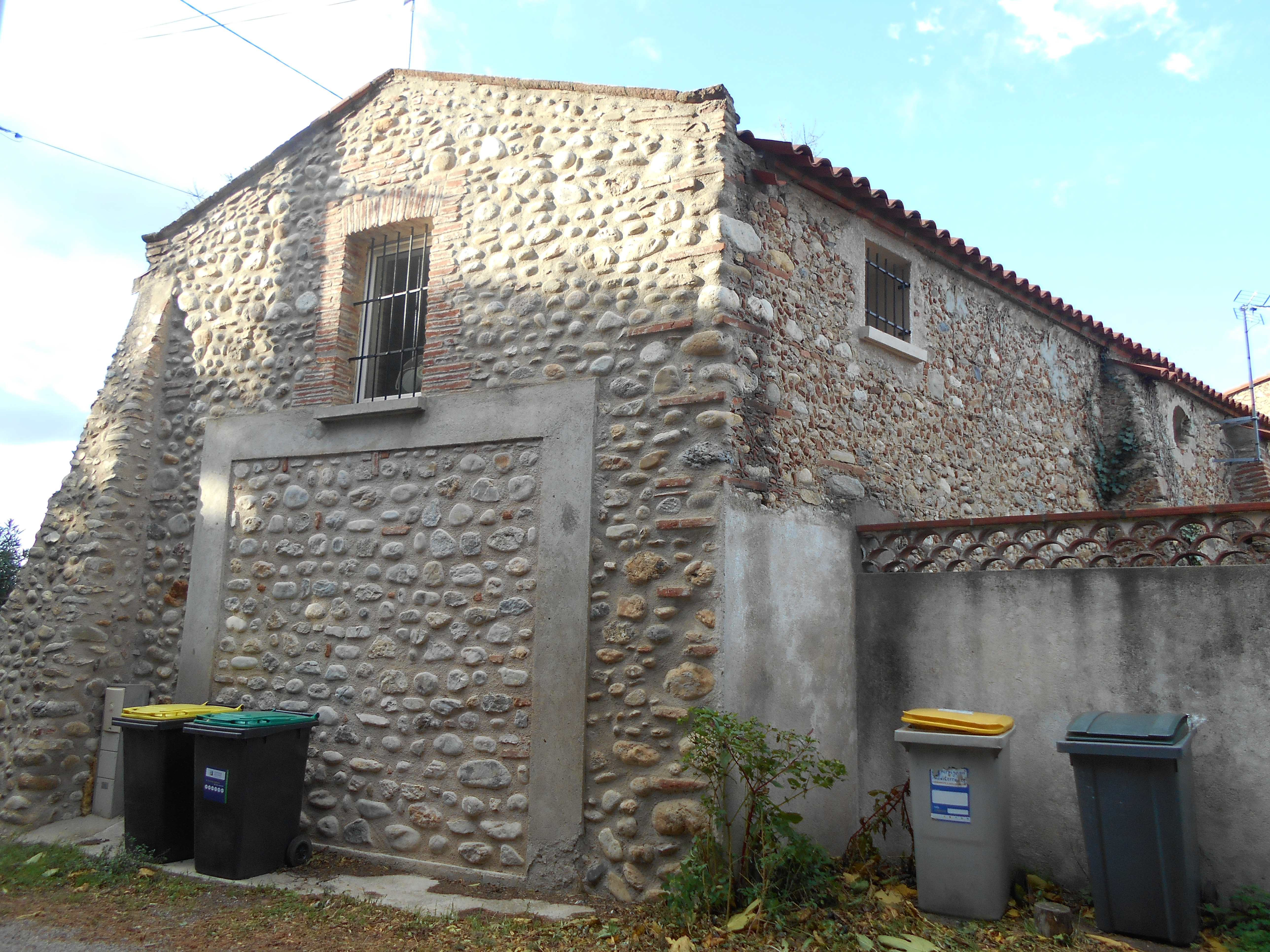
Façana meridional

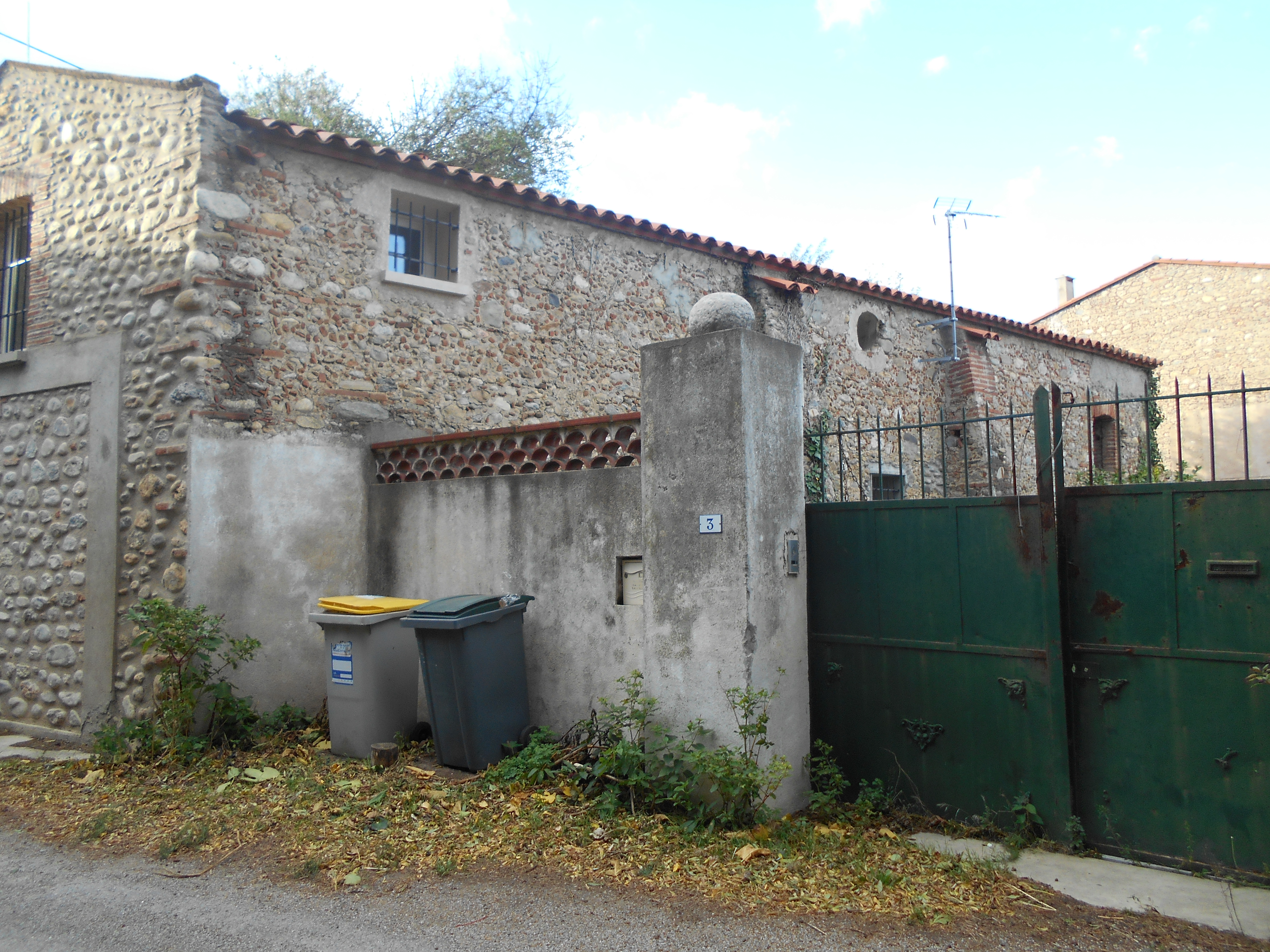
Façana oriental

Sant Martí de la Riba és una capella del poble de Sant Feliu d'Avall, a la comarca del Rosselló (Catalunya del Nord).
Està situada al nord-est del poble, a prop de la riba dreta de la Tet, al peu del voló, petita falla, que correspon al lloc esmentat el 941 i citat el 1055 com a Ripa fracta (ad ipso volo) i el 1090 com a ad volonem Sancti Felicis. El terme continua essent utilitzat al segle XIX: el Volonàs. Referit directament a l'església, el 1440 és S. Martini de Riba de Fratxia, tot i que les cites més antigues són del 1137 i del 1173: S. Martinus i S. Martinus de Ripa juxta villam S. Felicis.
Sembla que fou edificada damunt d'un establiment gal·loromà. L'església actual sembla remuntar-se al segle xii, però en caldria una restauració i una revaloració. Actualment és propietat privada.
L'edifici és de nau única, amb capçalera semicircular del segle xii. Tanmateix, les modificacions que ha sofert amb el pas dels segles la fan difícil de reconèixer. Esteriorment, hi foren afegits en època tardana uns contraforts, i s'hi han practicat obertures, tapant les primitives, que obeeixen a necessitats d'ús privat (magatzem agrícola).
En l'actualitat és un habitatge particular.